# Muzeum Jednej Ulicy
Muzeum jednej Ulicy (ukr. Музей однiєї вулицi) – muzeum znajdujące się w Kijowie przy ulicy Andrijiwśkyj uzwiz. Podaje się za jedyne na świecie muzeum prezentujące historię tylko jednej ulicy.

## Historia
Powstanie Muzeum Jednej Ulicy jest związane z działalnością Stowarzyszenia Twórczego „Master”, które od 1988 roku prowadzi intensywną działalność na rzecz promocji dorobku ukraińskiej kultury. Aktywna działalność Stowarzyszenia doprowadziła do otwarcia Muzeum, którego celem jest możliwie najszersza prezentacja twórców kultury i literatury. Muzeum Jednej Ulicy zostało otwarte podczas Dnia Kijowa w 1991 roku. Początkowo mieściło się w kamienicy przy Andrijiwśkyj uzwiz pod numerem 22. Od 1998 roku Muzeum zajmuje parter modernistycznej kamienicy Andrijiwśkyj uzwiz 2-Б. Kamienica mieszcząca Muzeum została zbudowana w latach 1910–1915 przez architekta K. Szymana dla przedsiębiorcy Akima Frołowa.

## Ekspozycja
Początek muzealnej ekspozycji można oglądać z ulicy. Witryny w których przechodnie mogą podglądnąć sceny z życia mieszkańców Andrijiwśkyjego uzwizu z przełomu XIX i XX wieku są zaproszeniem do odwiedzenia Muzeum.
Dyskretna muzyka wprowadza w nastrój. Każdy centymetr powierzchni muzeum jest zapełniony ekspozycją ukazującą dzieje mieszczańskiego Kijowa Andrijiwśkyjego uzwizu. Szyldy reklamowe, ubiory, fotografie, kasy sklepowe i bilety teatralne oddają przedrewolucyjna atmosferę dzielnicy bohemy artystycznej. Ekspozycja prezentuje pamiątki po osobach związanych z Andrijiwśkyjim uzwizem, które na stałe zapisały się w historii kultury. Zdjęcia i książki Michaiła Bułhakowa, poezja Tarasa Szewczenki, nuty Ferenca Liszta, książka i zdjęcie Stalina. Większość miejsca w gablotach poświęcona jest tym, których dorobek zatarł czas i zniszczyły kolejne zmiany władzy i rewolucje. Plakaty zapraszają na dawno nie grane już spektakle teatralne i koncerty. Stare kasy sklepowe nie liczą rachunków klientów sklepu kolonialnego.
Eksponaty zebrane w Muzeum Jednej Ulicy są dowodem wielokulturowości przedrewolucyjnego Kijowa. Obok materiałów po rosyjsku i ukraińsku nie brakuje książek wydanych po polsku, żydowskiego kącika z torą a nawet rosyjsko-arabskich publikacji Koła Miłośników Bliskiego Wschodu.
Muzeum towarzyszy Galeria, w której organizowane są wystawy czasowe na temat Kijowa i Ukrainy w różnych epokach.

## Wstęp
- Muzeum Jednej Ulicy jest otwarte od 12:00 do 18:00 codziennie oprócz poniedziałków.
- Wstęp jest płatny i wynosi dla wszystkich zwiedzających 50 UAH (marzec 2019).
- Zwiedzanie Galerii jest w cenie biletu
- Najłatwiej dostać się ze stacji Metro Kontraktowa Płoszcza